# Dipartimento di Filingue
Il dipartimento di Filingue è un dipartimento del Niger facente parte della regione di Tillabéri. Il capoluogo è Filingue.

## Geografia antropica
Il dipartimento di Filingue è suddiviso in 7 comuni:

### Comuni urbani
- Filingue

### Comuni rurali
- Abala
- Imanan
- Kourfeye Centre
- Sanam
- Tagazar
- Tondikandia